# Metepec Primero
Metepec Primero es una localidad de México perteneciente al municipio de Acatlán en el estado de Hidalgo.

## Toponimia
Se deriva del náhuatl; metl, maguey, tepetl, cerro, por lo que su nombre significa en los cerros de los magueyes. Primero para diferenciarlo de Metepec Segundo.

## Geografía
Se encuentra en la región del Valle de Tulancingo, la localidad se encuentra localizada en las coordenadas geográficas 20°8′29.057″N 98°26′7.587″O / 20.14140472, -98.43544083, con una altitud de 2141 m s. n. m. Se encuentra en el extremo sur del municipio a una distancia aproximada de 2 kilómetros de la cabecera municipal, Acatlán.
En cuanto a fisiografía se encuentra dentro de la provincia del Eje Neovolcánico dentro de la subprovincia de Llanuras y Sierras de Querétaro e Hidalgo; su terreno es de llanura. En lo que respecta a la hidrología se encuentra posicionado en la región del Pánuco, en la cuenca del río Moctezuma, en la subcuenca del río Metztitlán. Con un clima semiseco templado.

## Demografía
En 2020 registro una población de 1215 personas, lo que corresponde al 5.46 % de la población municipal. De los cuales 568 son hombres y 647 son mujeres. Tiene 336 viviendas particulares habitadas.
| Gráfica de evolución demográfica de Metepec Primero entre 1970 y 2020                        |
|                                                                                              |
| Población de los censos y conteos del Instituto Nacional de Estadística y Geografía (INEGI). |